# Rompuda del Gironès
La Rompuda del Gironès és un paratge de camps de conreu oberts en el bosc del terme municipal de Castellcir, a la comarca del Moianès.
És al nord-oest del terme, al nord-est de la masia del Gironès, a l'esquerra del torrent de la Fàbrega, a prop i a migdia del Pla Rubí. Per l'extrem sud-oest de la rompuda discorre el Camí de Castellterçol a Marfà.